# Židovská etnonyma
Tento článek uvádí etnonyma židovského národa v různých lingvistických souvislostech.
| afrikánština           | Jood |
| albánština             | Hebré, |
| amharština             | አይሁድ Ajhud (sg. a pl.) |
| angličtina             | Jew,Jewess, Jews (Žid, Židovka, Židé) |
| angličtina             | Hebrews (Hebrejci) |
| angličtina             | Israelites nebo Children of Israel (Izraelité, Děti Izraele - bibl.)                                                                          |
| arabština              | يهودي Jahúdí (sg.); يهود Jahúd (pl.) بني إسرائيل Baní Isrá’íl عبري Ibrí                                                                       |
| arménština             | Հրեա, Hre'a |
| ázerbájdžánština       | Cuhud, yəhudi |
| baskičtina             | Judua, Judutarra |
| bulharština            | Евреин, Evrein |
| čínština               | 猶太人, tradiční čínština |
| čínština               | 犹太人, zjednodušená čínština, pinyin: Yóutài Rén                                                                                             |
| čeština                | Žid, Židovka, Židé; Hebrejci (etn.), Izraelité (bibl.)                                                                                        |
| egyptština             | Habiru2; Išrail |
| esperanto              | Judoj |
| estonština             | Juut |
| finština               | Juutalainen |
| francouzština          | Juif (rod mužský); Juive (rod ženský) |
| galicijština           | Xudeo (rod mužský); Xudía (rod ženský) |
| gruzínština            | ებრელი, Ebreli |
| hebrejština            | יהודי, Jehudi (sg.); יהודים, Jehudim (pl.) |
| hebrejština            | עברי, Ivri (sg.); עברים, Ivrim |
| hebrejština            | בני ישׂראל, Bnej Jisra’el (pl.) |
| chorvatština           | Židov |
| indonéština/Malajština | Yahudi |
| islandština            | gyðingur (sg.) |
| italština              | Ebreo (r.mužský, sg.); ebrei (r.mužský, pl.); ebrea (r.ženský, sg.); ebree (r.ženský, pl.)                                                    |
| japonština             | ユダヤ人, Yudaya-jin |
| jidiš                  | ייד, Jid ([ˈjid]IPA) (sg.); יידן, Jidn ([ˈjidn]IPA) (pl.), יידענע, Jidene (ženský rod, sg.), יידענעס, Jidenes (ženský rod, pl.)               |
| katalánština           | Jueu (r.mužský, sg.); jueus (r.mužský, pl.), jueva (r.ženský, sg.); jueves (r.ženský, pl.)                                                    |
| korejština             | 유태인, Yutae-in |
| ladino                 | djudio, Judio (sg.) |
| ladino                 | los ebreos (Židé) |
| latina                 | Iudaeus1 |
| litevština             | Žydai (židé) |
| lotyština              | Ebrejs |
| maďarština             | Zsidó |
| němčina                | Jude (r.mužský); Jüdin (r.ženský); Juden (pl.)                                                                                                |
| nizozemština           | Jood |
| norština               | Jøde |
| perština               | جهود nebo يهود -- Džahúd (z perštiny) nebo Jahúd (z arabštiny)                                                                                |
| polština               | Żyd |
| portugalština          | Judeu (r.mužský, sg.); judeus (r.mužský, pl.); judia (r.ženský, sg.); judias (r.ženský, pl.). Také hebreus a israelitas (oboje r.mužský, pl.) |
| romština               | Biboldo (r.mužský, sg.); Biboldi (r.ženský, sg.)                                                                                              |
| rumunština             | Evreu, israelit, jidov(archaické), ovrei (archaické a ponižující), jidan (velmi pejorativní)                                                  |
| ruština                | Еврей, Jevrej (sg.); Евреи, Jevrei (pl.): většinou označuje etnicitu (национальность - národnost)                                             |
| ruština                | Иудей, Iudej (sg.); Иудеи, Iudei (pl.): většinou označuje následovníka Judaismu.                                                              |
| slovenština            | Žid, Židovka, Židia |
| starořečtina           | Ἰουδαῖος, Iúdaios |
| starořečtina           | Ἑβραῖος, Hebraios (ze slova Ivri) |
| srbština               | Јевреј Jevrej |
| svahilština            | Yahudi |
| španělština            | Judío; israelita |
| švédština              | Jude |
| thajština              | คนยิว |
| tibetština             | Yahutapa |
| turečtina              | Yahudi, Çıfıt - náboženský význam, osoba spojená či následující judaismus; druhé označení se považuje za pejorativní.                         |
| turečtina              | Musevi - náboženský význam, následovník Mojžíše, často eufemismus pro Yahudi.                                                                 |
| turečtina              | İbrani - etnické označení. |
| ukrajinština           | Єврей (sg.); євреї (pl.) |
| vietnamština           | người Do Thái |

## Nepoužívané
- Před obdobím Britského mandátu Palestina a během něj byli Židé žijící v této oblasti označováni (a sami sebe označovali) jako palestinští Židé nebo jednoduše Palestinci. To se však změnilo po vzniku Státu Izrael v roce 1948, kdy se termín přestal používat, a začal se znovu používat až v r. 1964 v zakládací listině OOP, kde je termín Palestinci vyhrazen pouze pro palestinské Araby.